# Antillea
Antillea es un género de lepidópteros de la subfamilia  Nymphalinae , familia Nymphalidae que se encuentra en  Centroamérica.

## Especies[2]
- Antillea pelops (Drury, [1773])
- Antillea proclea (Doubleday, [1847])